# Stracena limpida
Stracena limpida är en fjärilsart som beskrevs av Swinhoe 1903. Stracena limpida ingår i släktet Stracena och familjen tofsspinnare. Inga underarter finns listade i Catalogue of Life.